# ماتياس ميراندا
ماتياس ميراندا (بالإسبانية: Matías Miranda)‏ هو لاعب كرة قدم أرجنتيني، ولد في 5 مايو 2000 في لابلاتا في الأرجنتين. لعب مع جيمناسيا لابلاتا.

## وصلات خارجية
- ماتياس ميراندا على موقع إي إس بي إن إف سي (الإنجليزية)
- ماتياس ميراندا على موقع قاعدة بيانات كرة القدم.إي يو (الإنجليزية)
- ماتياس ميراندا على موقع Soccerbase.com (لاعب) (الإنجليزية)
- ماتياس ميراندا على موقع Soccerway.com (الإنجليزية)
- ماتياس ميراندا على موقع عالم كرة القدم.نت (الإنجليزية)